# DMDScript
DMDScriptは、Digital Mars社によるECMAScriptの実装である。マイクロソフトのJScriptとの互換性も保証されていて、Webブラウザ内で置換可能である。公式サイトによると、JavaScriptやJScriptなどといった他のECMAScriptの実装よりも高速であるとされる。
DMDScriptの処理系は2種類あり、一つはDigital Marsの D言語 で、もう一つはC++で書かれている。
ライセンスも二種類ある。D言語で書かれた版ではオープンソースソフトウェアのBoostソフトウェアライセンスでソースコードが利用可能。C++で書かれた版では商用ライセンスがある。